# فان هونگبین
فان هونگبین (انگلیسی: Fan Hongbin؛ زادهٔ ۱۳ مهٔ ۱۹۷۵) ژیمناست هنری اهل چین بود.